# 窓辺の少女、または「夢想家」
『窓辺の少女、または「夢想家」』（まどべのしょうじょ、または「むそうか」、蘭: Meisje aan het venster, bekend als 'De peinzende'、英: Girl at a Window, known as ‘The Daydreamer’）は、オランダ黄金時代の画家ニコラース・マースが1650-1660年にキャンバス上に油彩で制作した風俗画である。窓の敷居に「N. Mae」という画家の署名が記されている。作品は1829年に購入されて以来、アムステルダム国立美術館に所蔵されている。

## 作品

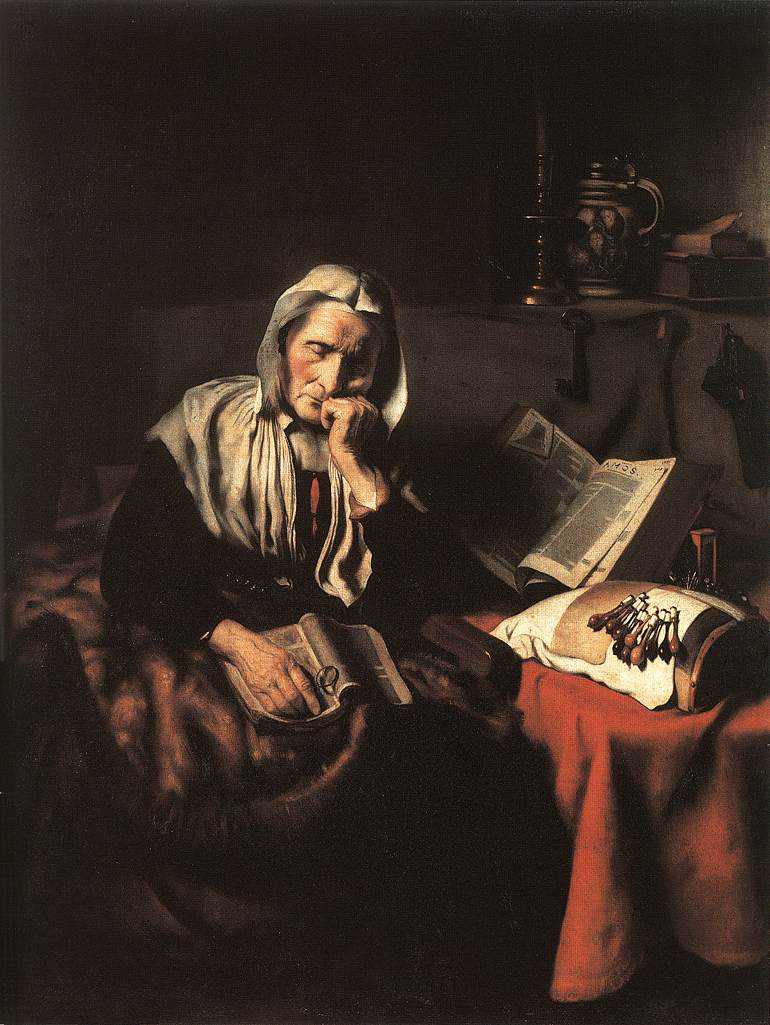
ニコラース・マース『眠る老婆』 (1656年)、ベルギー王立美術館、ブリュッセル

独立した画家として出発したころ、若かったマースは風俗画を集中的に描いていた。彼が描いたのは、女性たちが居眠りをしたり、子供の世話や家事、糸紡ぎなどをしている家庭の情景である。そうしたマースの作品は、ドルドレヒトのほかの何人かの画家たちにも感化を及ぼした。また、ピーテル・デ・ホーホやヨハネス・フェルメールなどのデルフトの画家たちもマースと同じような題材を選んでいる。
本作も、マース青年時代の風俗画の1つである。窓から身を乗り出す人物像は17世紀には人気があった。窓の外を眺める魅力的な少女が物思いに耽り、夢見るような表情をしているため、本作はいつしか「夢想家」という通称で呼ばれるようになった。
色彩的には、開いた窓、壁のレンガ、そして頭の被り物と少女がもたれているクッションなど赤、オレンジ、茶色といった暖色が支配的である。中でも、暖かみのある赤色は、マースの作品に典型的なものとなっている。窓の周囲の桃とアプリコットはその色彩ゆえに描き加えられたと思われ、少女の頬の柔らかさを引き立てている。彼女の顔と手は暗色の背景の中で明るく際立っているが、マースはこうした光の影の対比を師事したレンブラントから学んでいる。